# Santa Cruz do Xingu
Santa Cruz do Xingu é um município brasileiro do estado de Mato Grosso. Sua população estimada em 2020 era de 2 633 habitantes.

## História
Santa Cruz do Xingu recebeu status de município pela lei estadual nº 7232 de 28 de dezembro de 1999, com território desmembrado de São José do Xingu.